# Heugnes
Heugnes est une commune française située dans le département de l'Indre, en région Centre-Val de Loire.

## Géographie

### Localisation
La commune est située dans le nord-ouest du département, dans la région naturelle du Boischaut Nord.
Les communes limitrophes sont : Pellevoisin (3 km), Selles-sur-Nahon (4 km), Jeu-Maloches (5 km), Villegouin (6 km), Préaux (9 km) et Écueillé (10 km).
Les communes chefs-lieux et préfectorales sont : Valençay (20 km), Châteauroux (31 km), Issoudun (45 km), Le Blanc (49 km) et La Châtre (65 km).

### Hameaux et lieux-dits
Les hameaux et lieux-dits de la commune sont : le Carroir, la Tuilerie et les Cailloux.

### Géologie et hydrographie
La commune est classée en zone de sismicité 2, correspondant à une sismicité faible.
Le territoire communal possède les sources des rivières Nahon et Tourmente.

### Climat
Pour des articles plus généraux, voir Climat du Centre-Val de Loire et Climat de l'Indre.
En 2010, le climat de la commune est de type climat océanique dégradé des plaines du Centre et du Nord, selon une étude du CNRS s'appuyant sur une série de données couvrant la période 1971-2000. En 2020, Météo-France publie une typologie des climats de la France métropolitaine dans laquelle la commune est exposée à un climat océanique altéré et est dans la région climatique Centre et contreforts nord du Massif Central, caractérisée par un air sec en été et un bon ensoleillement.
Pour la période 1971-2000, la température annuelle moyenne est de 11,9 °C, avec une amplitude thermique annuelle de 14,7 °C. Le cumul annuel moyen de précipitations est de 747 mm, avec 11,8 jours de précipitations en janvier et 6,9 jours en juillet. Pour la période 1991-2020, la température moyenne annuelle observée sur la station météorologique de Météo-France la plus proche, sur la commune de Pellevoisin à 3 km à vol d'oiseau, est de 12,4 °C et le cumul annuel moyen de précipitations est de 798,0 mm,. Pour l'avenir, les paramètres climatiques de la commune estimés pour 2050 selon différents scénarios d'émission de gaz à effet de serre sont consultables sur un site dédié publié par Météo-France en novembre 2022.

### Voies de communication et transports
Le territoire communal est desservi par les routes départementales : 8A, 11, 17, 33, 33C et 33D.
La ligne de Salbris au Blanc passe par le territoire communal, une gare dessert la commune, par le train touristique du Bas-Berry. L'autre gare ferroviaire la plus proche est celle de Châteauroux (39 km), sur la ligne des Aubrais - Orléans à Montauban-Ville-Bourbon.
Heugnes est desservie par la ligne S du Réseau de mobilité interurbaine.
L'aéroport le plus proche est l'aéroport de Châteauroux-Centre, à 38 km.
Le territoire communal est traversé par le sentier de grande randonnée de pays de Valençay.

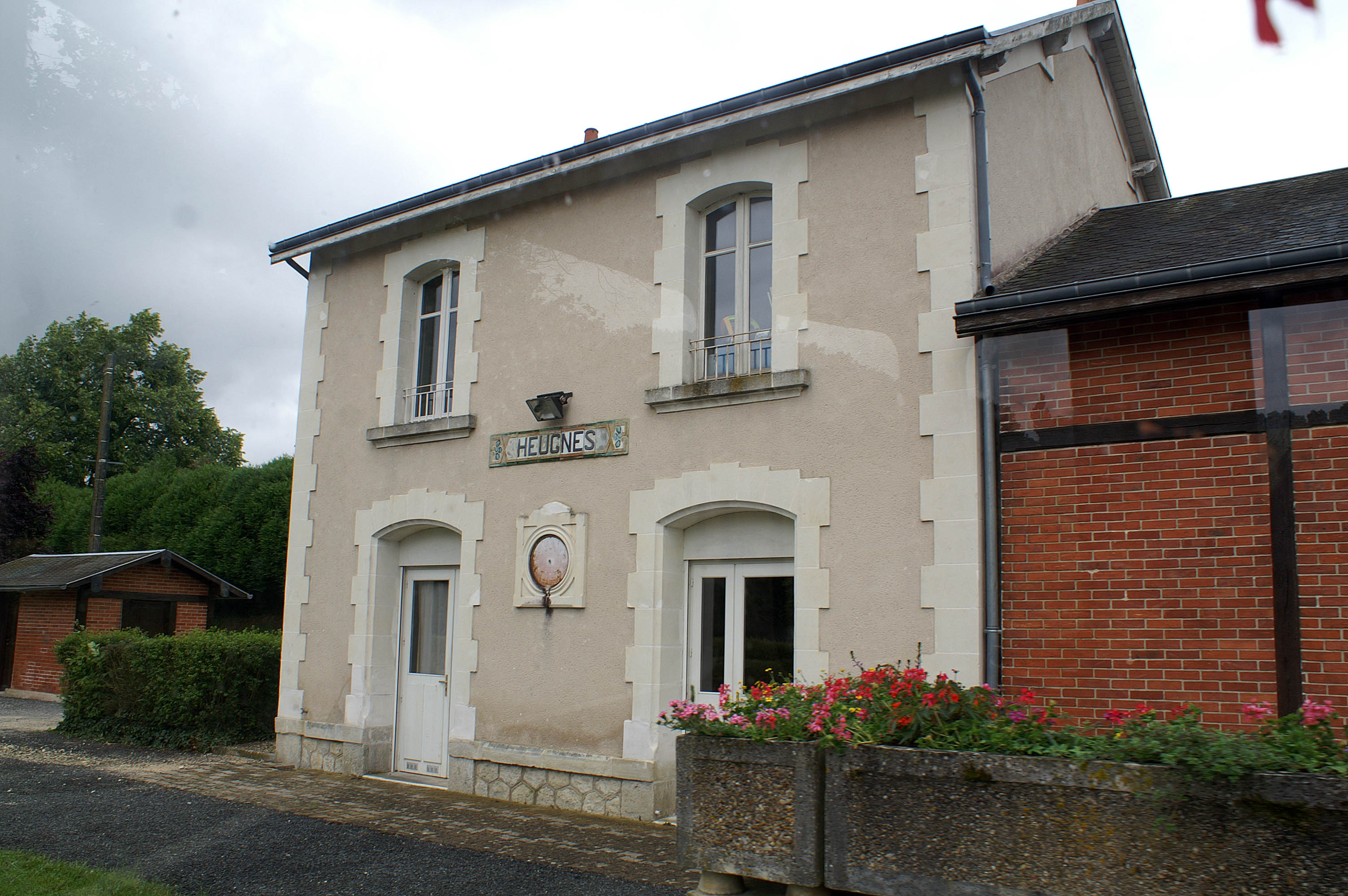
La gare d'Heugnes en 2010.

## Urbanisme

### Typologie
Au 1er janvier 2024, Heugnes est catégorisée commune rurale à habitat très dispersé, selon la nouvelle grille communale de densité à sept niveaux définie par l'Insee en 2022.
Elle est située hors unité urbaine et hors attraction des villes,.

### Occupation des sols
L'occupation des sols de la commune, telle qu'elle ressort de la base de données européenne d’occupation biophysique des sols Corine Land Cover (CLC), est marquée par l'importance des territoires agricoles (73,6 % en 2018), une proportion sensiblement équivalente à celle de 1990 (73,4 %). La répartition détaillée en 2018 est la suivante : 
terres arables (60,7 %), forêts (26,4 %), zones agricoles hétérogènes (8,2 %), prairies (4,6 %). L'évolution de l’occupation des sols de la commune et de ses infrastructures peut être observée sur les différentes représentations cartographiques du territoire : la carte de Cassini (XVIIIe siècle), la carte d'état-major (1820-1866) et les cartes ou photos aériennes de l'IGN pour la période actuelle (1950 à aujourd'hui).

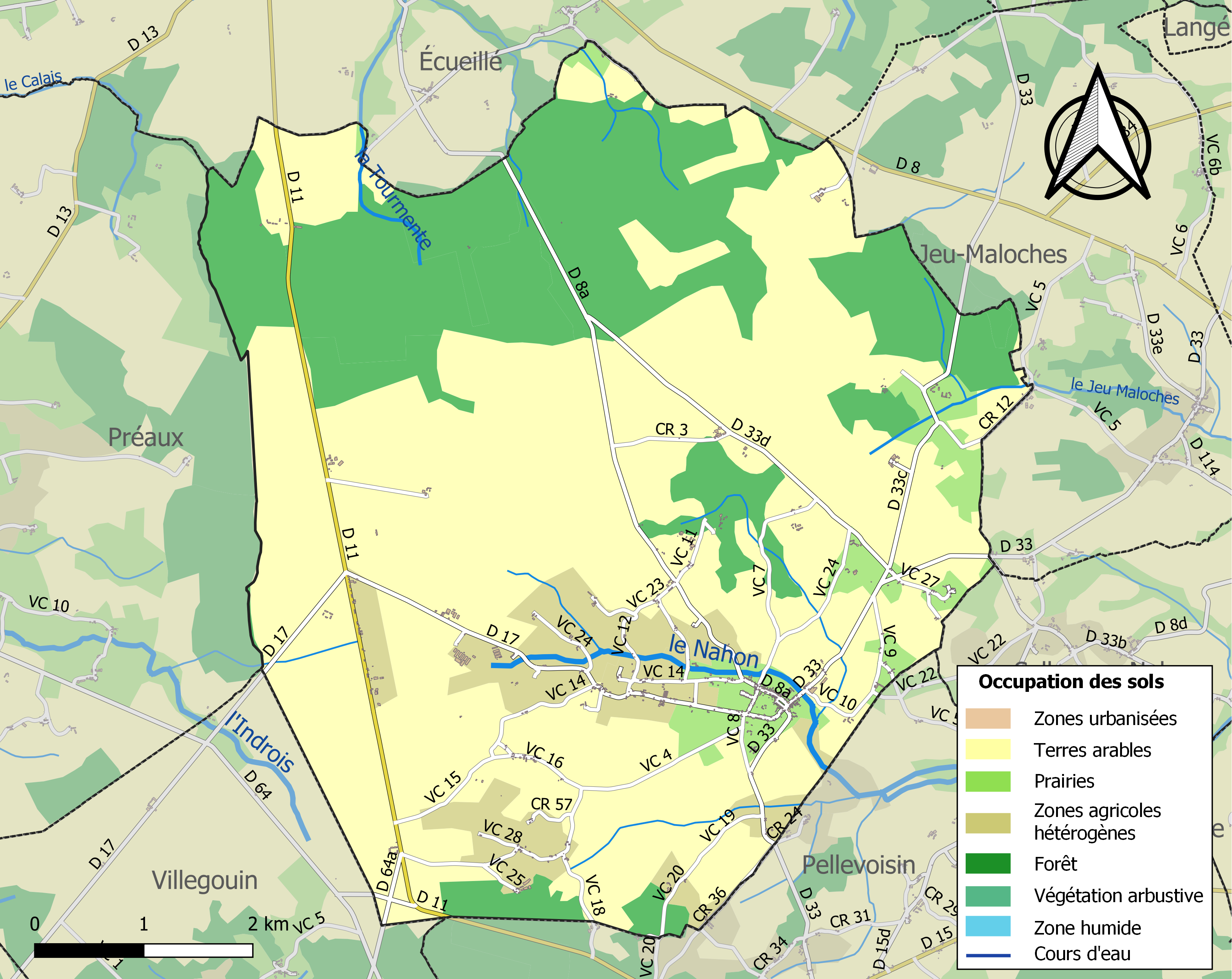
Carte des infrastructures et de l'occupation des sols de la commune en 2018 (CLC).

### Logement
Le tableau ci-dessous présente le détail du secteur des logements de la commune :
| Date du relevé                                              | 2013   | 2015   |
| Nombre total de logements                                   | 287    | 287    |
| Résidences principales                                      | 67,6 % | 67,6 % |
| Résidences secondaires                                      | 20,9 % | 20,9 % |
| Logements vacants                                           | 11,5 % | 11,5 % |
| Part des ménages propriétaires de leur résidence principale | 75,3 % | 75,2 % |

### Risques majeurs
Le territoire de la commune d'Heugnes est vulnérable à différents aléas naturels : météorologiques (tempête, orage, neige, grand froid, canicule ou sécheresse), feux de forêts, mouvements de terrains et séisme (sismicité faible). Un site publié par le BRGM permet d'évaluer simplement et rapidement les risques d'un bien localisé soit par son adresse soit par le numéro de sa parcelle.
Pour anticiper une remontée des risques de feux de forêt et de végétation vers le nord de la France en lien avec le dérèglement climatique, les services de l’État en région Centre-Val de Loire (DREAL, DRAAF, DDT) avec les SDIS ont réalisé en 2021 un atlas régional du risque de feux de forêt, permettant d’améliorer la connaissance sur les massifs les plus exposés. La commune, étant pour partie dans le massif de Heugnes, est classée au niveau de risque 3, sur une échelle qui en comporte quatre (1 étant le niveau maximal).

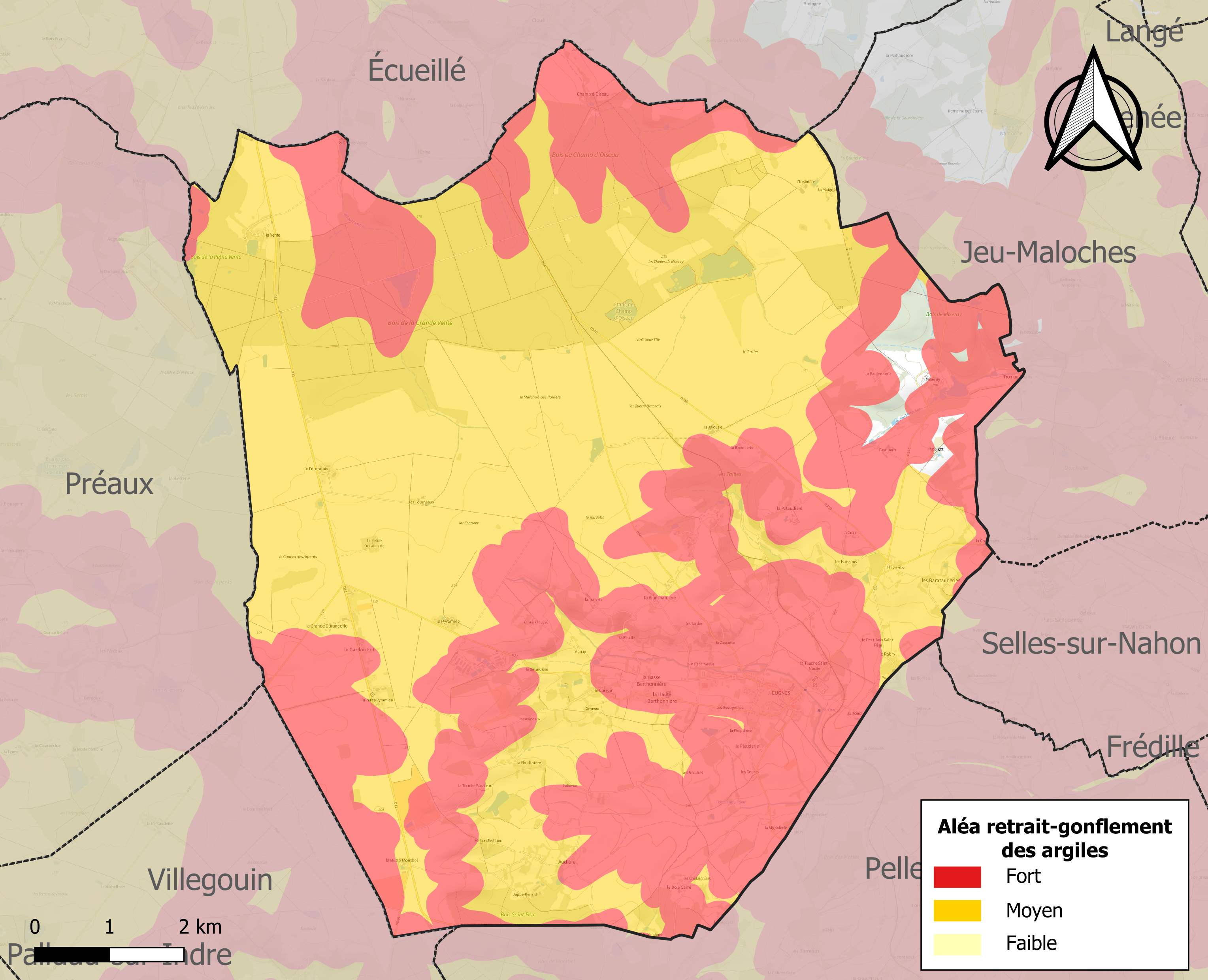
Carte des zones d'aléa retrait-gonflement des sols argileux d'Heugnes.

Les mouvements de terrains susceptibles de se produire sur la commune sont des tassements différentiels.
Le retrait-gonflement des sols argileux est susceptible d'engendrer des dommages importants aux bâtiments en cas d’alternance de périodes de sécheresse et de pluie. 98,8 % de la superficie communale est en aléa moyen ou fort (84,7 % au niveau départemental et 48,5 % au niveau national). Sur les 281 bâtiments dénombrés sur la commune en 2019, 279 sont en aléa moyen ou fort, soit 99 %, à comparer aux 86 % au niveau départemental et 54 % au niveau national. Une cartographie de l'exposition du territoire national au retrait gonflement des sols argileux est disponible sur le site du BRGM,.
Concernant les mouvements de terrains, la commune a été reconnue en état de catastrophe naturelle au titre des dommages causés par la sécheresse en 1989, 1997 et 2018 et par des mouvements de terrain en 1999.

## Toponymie
Ses habitants sont appelés les Heugnois.

## Histoire
Au Moyen Âge, un petit monastère est fondé par un ermite au Miserey.
Sur la route départementale 11, au lieu-dit la Butte Monbelle est érigée une stèle à la mémoire des cinq victimes du 28 août 1944. Ce jour-là, vers 17 h, le camion qui transportait les artificiers après leur intervention pour sécuriser la commune d'Écueillé, a été pris pour cible par une colonne allemande en retraite. Cinq des six personnes à bord ont été tuées.
La commune fut rattachée de 1973 à 2015 au canton d'Écueillé.

## Politique et administration
La commune dépend de l'arrondissement de Châteauroux, du canton de Valençay, de la deuxième circonscription de l'Indre et de la communauté de communes Écueillé - Valençay.
Elle dispose d'un centre de première intervention.
| Période                                  | Période   | Identité         | Étiquette      | Qualité           |
| ---------------------------------------- | --------- | ---------------- | -------------- | ----------------- |
| 1944]                                    | mai 1945  | Georges Mirbeaux |                |                   |
| mai 1945                                 | mai 1953  | André Geninet    |                |                   |
| mai 1953                                 | mars 1959 | Paul Maupoux     |                |                   |
| mars 1959                                | mars 1965 | Paul Merlin      |                | Retraité          |
| mars 1965                                | mars 1971 | Auguste Bouteau  |                |                   |
| mars 1971                                | mars 1989 | André Jubert     |                | Retraité          |
| mars 1989,                               | mars 2014 | Bernard Garnier  |                | Retraité          |
| mars 2014                                | 2020      | Sophie Guérin    | DVD puis MoDem | Chef d'entreprise |
| 2020                                     | En cours  | Philippe Kocher  |                |                   |
| Les données manquantes sont à compléter. |           |                  |                |                   |

## Population et société

### Démographie
L'évolution du nombre d'habitants est connue à travers les recensements de la population effectués dans la commune depuis 1793. Pour les communes de moins de 10 000 habitants, une enquête de recensement portant sur toute la population est réalisée tous les cinq ans, les populations de référence des années intermédiaires étant quant à elles estimées par interpolation ou extrapolation. Pour la commune, le premier recensement exhaustif entrant dans le cadre du nouveau dispositif a été réalisé en 2008.

En 2022, la commune comptait 385 habitants, en évolution de −3,02 % par rapport à 2016 (Indre : −3 %, France hors Mayotte : +2,11 %).
| 1793 | 1800 | 1806 | 1821 | 1831 | 1836 | 1841 | 1846 | 1851 |
| ---- | ---- | ---- | ---- | ---- | ---- | ---- | ---- | ---- |
| 620  | 560  | 618  | 621  | 670  | 670  | 602  | 649  | 639  |

| 1856 | 1861 | 1866 | 1872 | 1876 | 1881 | 1886 | 1891 | 1896 |
| ---- | ---- | ---- | ---- | ---- | ---- | ---- | ---- | ---- |
| 669  | 709  | 727  | 796  | 832  | 884  | 920  | 985  | 967  |

| 1901 | 1906 | 1911  | 1921 | 1926 | 1931 | 1936 | 1946 | 1954 |
| ---- | ---- | ----- | ---- | ---- | ---- | ---- | ---- | ---- |
| 971  | 998  | 1 054 | 918  | 937  | 861  | 804  | 798  | 722  |

| 1962 | 1968 | 1975 | 1982 | 1990 | 1999 | 2006 | 2008 | 2013 |
| ---- | ---- | ---- | ---- | ---- | ---- | ---- | ---- | ---- |
| 644  | 562  | 466  | 423  | 399  | 436  | 410  | 406  | 405  |

| 2018 | 2022 | - | - | - | - | - | - | - |
| ---- | ---- | - | - | - | - | - | - | - |
| 390  | 385  | - | - | - | - | - | - | - |

### Enseignement
La commune dépend de la circonscription académique d'Issoudun.

### Sports
Depuis 1994, tous les ans pour le 15 août, a lieu la course cycliste Grand Prix Christian Fenioux, crée par Christian Fenioux, et aujourd'hui organisée par l'UC Châteauroux. L'épreuve fait partie du calendrier de la Coupe de France DN2 de la Fédération française de cyclisme.

### Médias
La commune est couverte par les médias suivants : La Nouvelle République du Centre-Ouest, Le Berry républicain, L'Écho - La Marseillaise, La Bouinotte, Le Petit Berrichon, France 3 Centre-Val de Loire, Berry Issoudun Première, Vibration, Forum, France Bleu Berry et RCF en Berry.

## Économie
La commune se situe dans la zone d’emploi de Châteauroux et dans le bassin de vie de Buzançais.
La commune se trouve dans l'aire géographique et dans la zone de production du lait, de fabrication et d'affinage des fromages Valençay et Sainte-maure-de-touraine.
Elle dispose d'une auberge intitulée l'Auberge d'Heugnes.

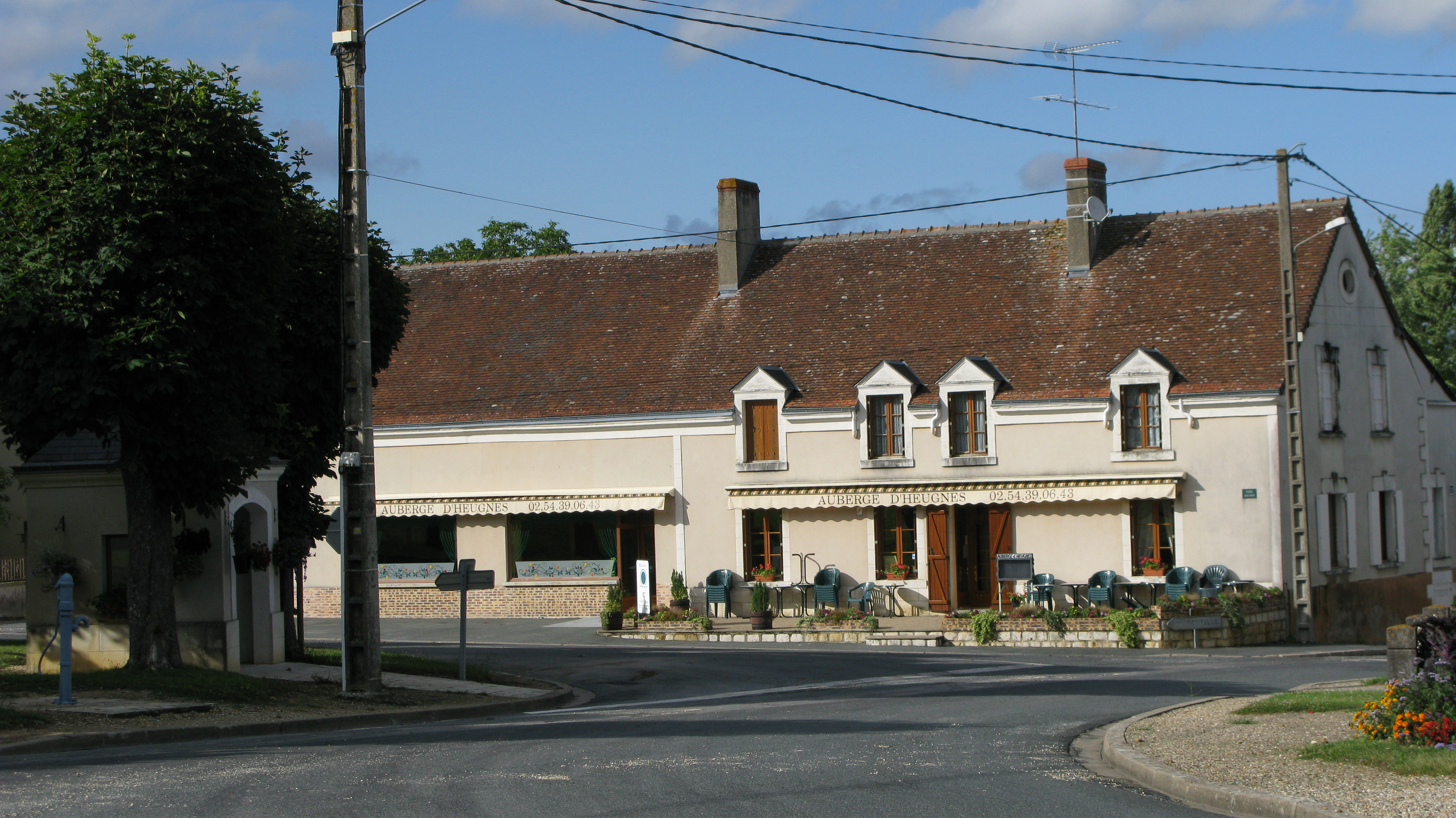
L'auberge en 2009.

## Culture locale et patrimoine
- Église Saint-Martin[40] : elle a trois nefs, une abside et deux absidioles. Elle possède trois objets classés au patrimoine, une statue de Vierge à l'Enfant du XVIIe siècle, un tableau représentant la charité saint Martin et le Pauvre, peinture à l'huile sur toile du XIXe siècle et une cloche en bronze de 1830.
- Monument aux morts.
- La Cure[40] (ancien presbytère) propriété ayant appartenu à M. le duc de Saint Aignan qui la vend à M. Robin de Miseray qui en fait cession à la commune en 1826 (domaine privé).
- Ruines de l'abbaye de Miseray[40] et plusieurs châteaux.

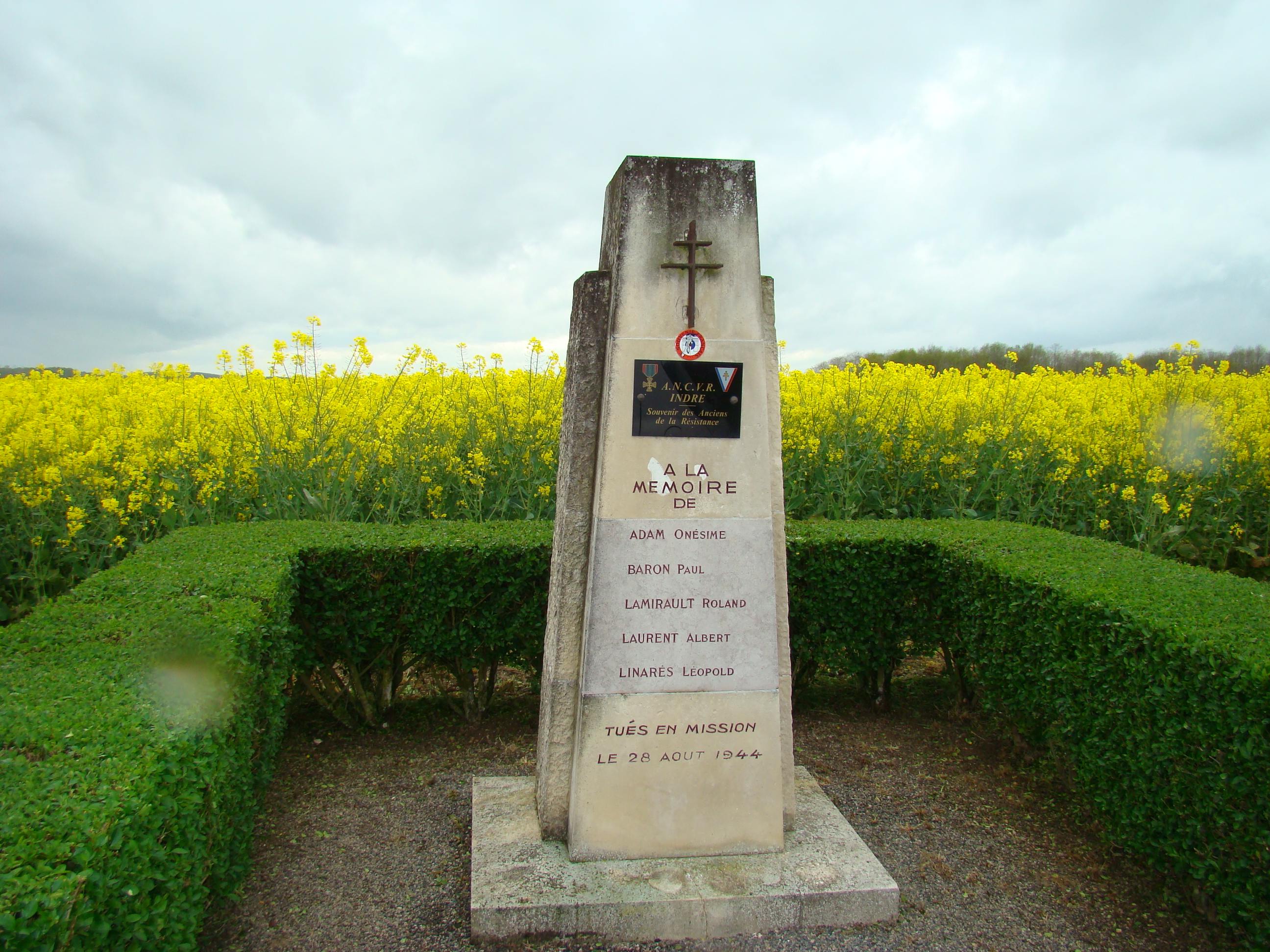
La stèle des victimes du 28 août 1944 en 2008.

### Personnalités liées à la commune
- Charles Paul François de Beauvilliers (1746-1828), militaire français.
- Michel Denisot (1945-), journaliste, producteur, animateur de télévision et dirigeant de télévision, né à Buzançais.

### Héraldique
| Blason de Heugnes | Blason  | Écartelé : au 1er d'azur à une épée basse d'argent, garnie d'or, accostée de deux pennes adossées d'argent, au 2e de gueules à la bande d'or, au 3e d'azur au lambel d'or, au 4e de gueules à une poterne ouverte du champ, flanquée de deux tours, le tout d'or, ajouré d'argent et maçonné de sable.                     |
| Blason de Heugnes | Détails | Le premier est au armes de la famille de Marolles, le deuxième à celles de la famille de Menou et le troisième à celles de la famille de Maussabré ; ces familles ayant toutes possédé le château du Rabry. Enfin, le quatrième est pour la poterne du Rabry, aujourd'hui détruite. Adopté en 1995 et retravaillé en 2020. |